# Bradybaena similaris

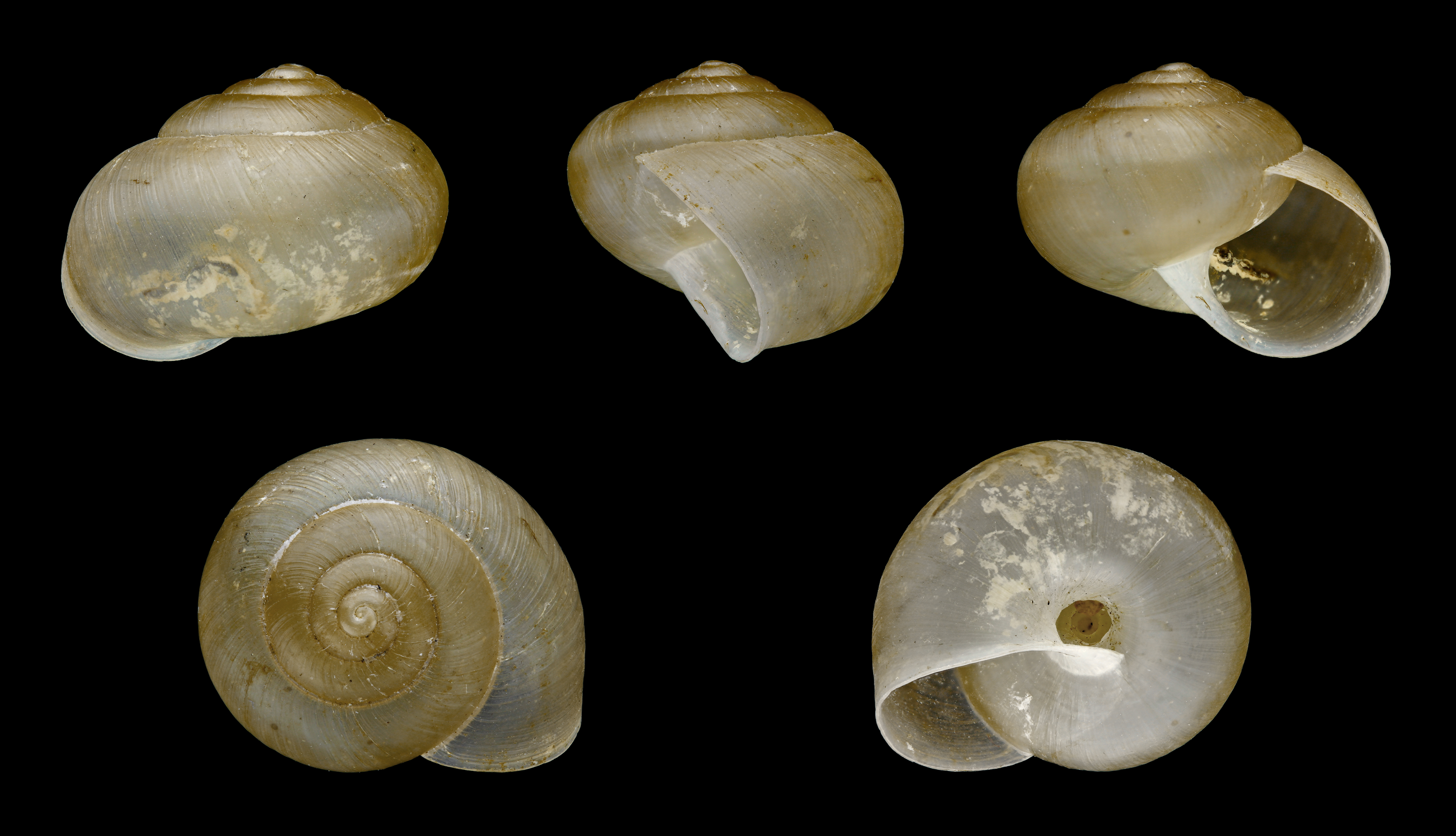
Gehäuse von Bradybaena similaris

Bradybaena similaris ist eine Schneckenart aus der Familie der Strauchschnecken (Bradybaenidae) in der Unterordnung der Landlungenschnecken (Stylommatophora). Sie ist in Südostasien heimisch, hat sich aber als invasive Art in Nordamerika, Südamerika, Afrika und Ozeanien etabliert. Sie ernährt sich unter anderem von einer Vielzahl von Kulturpflanzen.

## Merkmale
Das Gehäuse von Bradybaena similaris wird etwa 12 mm bis 16 mm groß und erreicht etwa 5½ kugelige Windungen, die regelmäßig zunehmen und konvex gewölbt sind. Die Schale weist feine, unregelmäßige Wachstumslinien und feine spiralige Linien auf. Das Schneckenhaus ist hellbraun gefärbt, oft mit einem einzelnen mittigen kastanienbraunen Band. Die Lippe der Gehäusemündung ist bei der erwachsenen Schnecke umgebogen, und die Spindel bedeckt teilweise den Nabel.

## Lebenszyklus

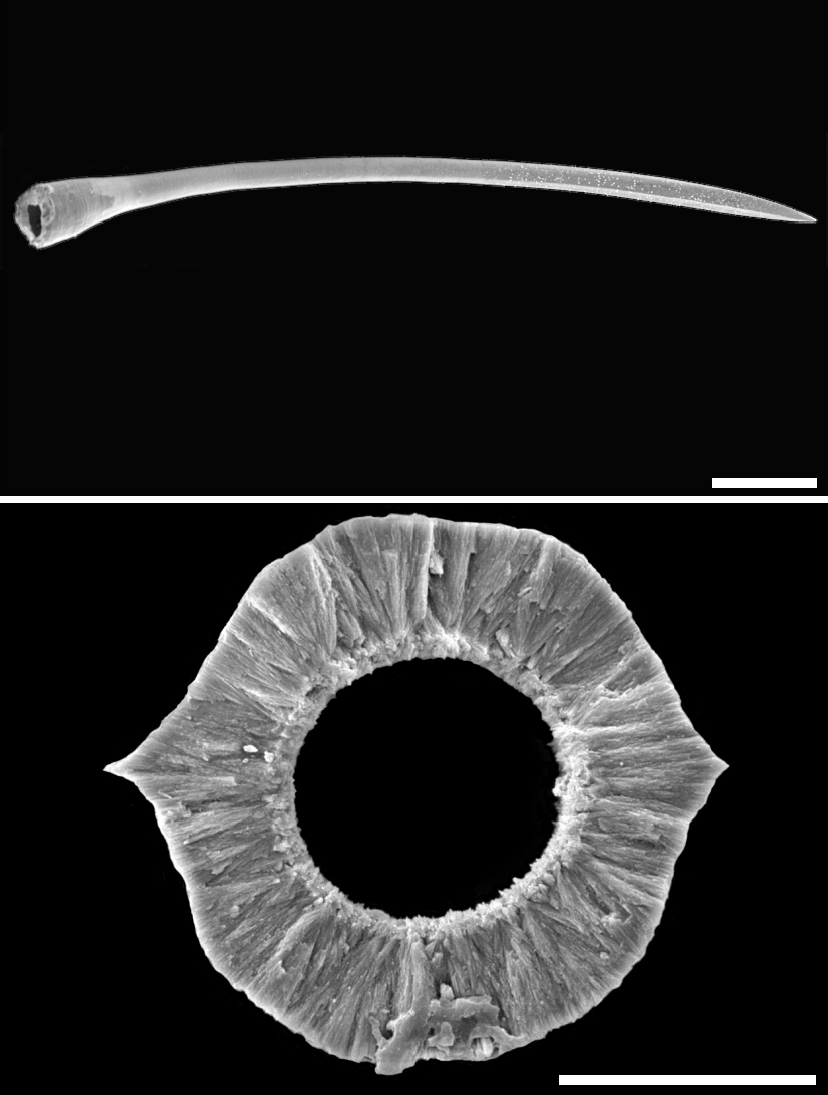
Liebespfeil von Bradybaena similaris

Bradybaena similaris wird etwa 2 bis 3 Jahre alt. Die Hermaphroditen paaren sich, um Sperma gegenseitig auszutauschen, und schießen dabei auch Liebespfeile aus Kalk ab. 2 bis 4 Wochen nach Eiablage schlüpfen fertige kleine Schnecken.

## Verbreitung
Bradybaena similaris ist in Südostasien heimisch. Sie ist in China, Indonesien, Japan, Singapur, Sri Lanka, Taiwan, Vietnam weit verbreitet, als invasive Art aber auch in Nordamerika, Südamerika, Mittelamerika, Afrika und Ozeanien zu finden. Hierher ist sie durch den Menschen mit Pflanzensendungen verbreitet worden.

## Ernährung
Bradybaena similaris ernährt sich von einem breiten Spektrum von Pflanzen. Unter den Einkeimblättrigen sind dies unter anderem Blumenrohr (Canna), Süßgräser wie Panicum brachyanthus und Lilien wie Lilium canadense, unter den Zweikeimblättrigen unter anderem Bougainvillea, Lagerstroemia, Averrhoa carambola, Kaffee, Mango, Weißkohl, Brunnenkresse, Gartenbohne und verschiedene Citrus-Arten. Die Schnecke kann mit ihrer Radula sowohl die Schale von Früchten als auch die Epidermis von Laubblättern durchraspeln.

## Fressfeinde

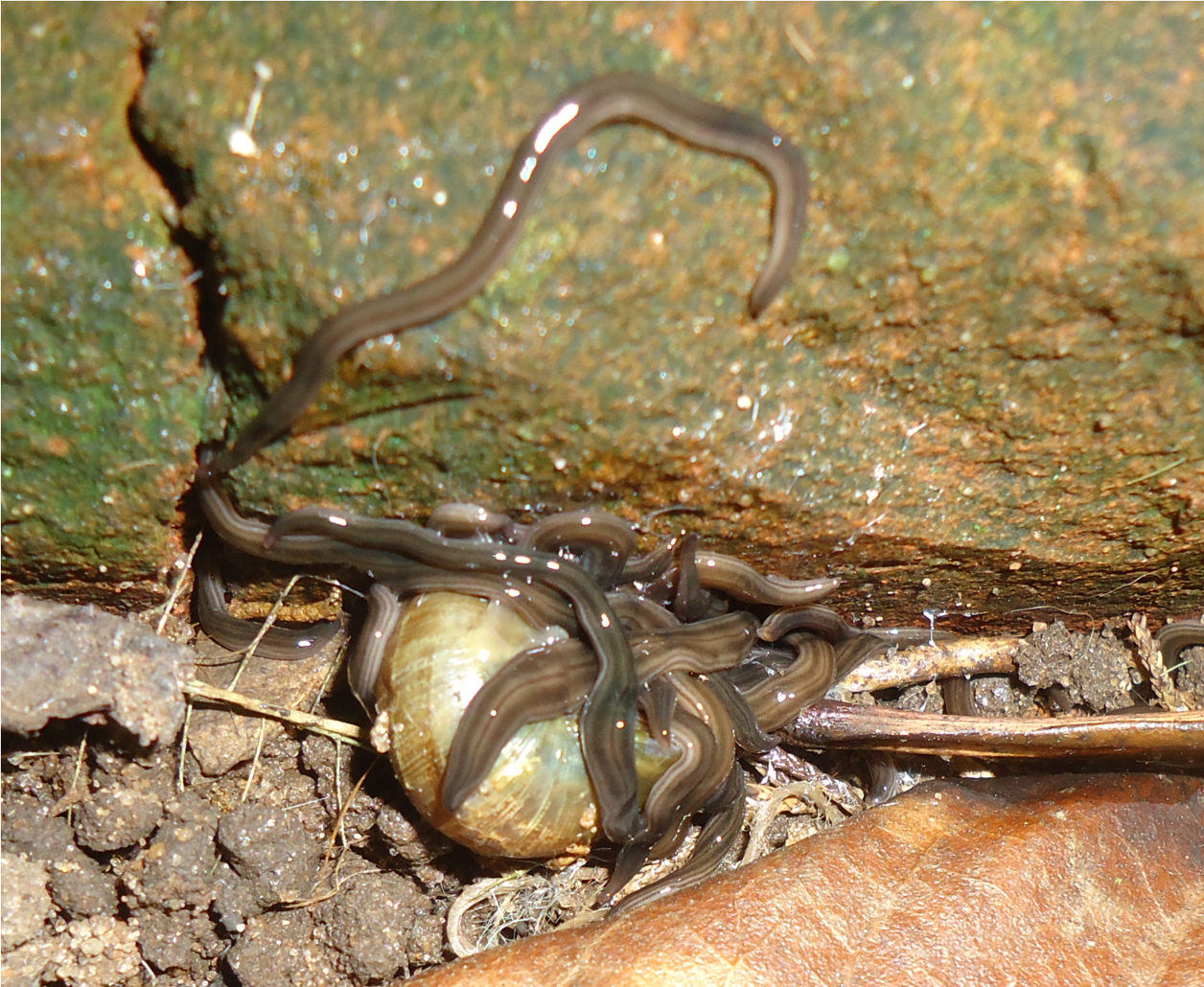
Die Landplanarie Endeavouria septemlineata frisst Bradybaena similaris

Zu den Fressfeinden gehören neben Vögeln, Reptilien und Amphibien unter anderem räuberische Schnecken wie die Rosige Wolfsschnecke sowie Landplanarien.

## Bedeutung für den Menschen
Da Bradybaena similaris sich von zahlreichen Kulturpflanzen ernährt, gilt sie als Pflanzenschädling.